# Марія Єлизавета Гессен-Дармштадтська
Марія Єлизавета Гессен-Дармштадтська (нім. Marie Elisabeth von Hessen-Darmstadt; (1656—1715) — німецька шляхтянка, донька ландграфа Гессен-Дармштадтського Людвіга VI та Марії Єлизавети Гольштейн-Готторпської, дружина герцога Генріха Саксен-Рьомхільдського.

## Біографія
Марія Єлизавета народилась 11 березня 1656 року. Вона була третьою донькою ландграфа Гессен-Дармштадтського Людвіга VI та його першої дружини Марії Єлизавети Гольштейн-Готторпської. Старша сестра Марія Елеонора та брат Георг померли ще до її народження, то ж в живих залишилася лише сестра Магдалена Сибілла. Згодом в родині з'явилося ще четверо дітей.

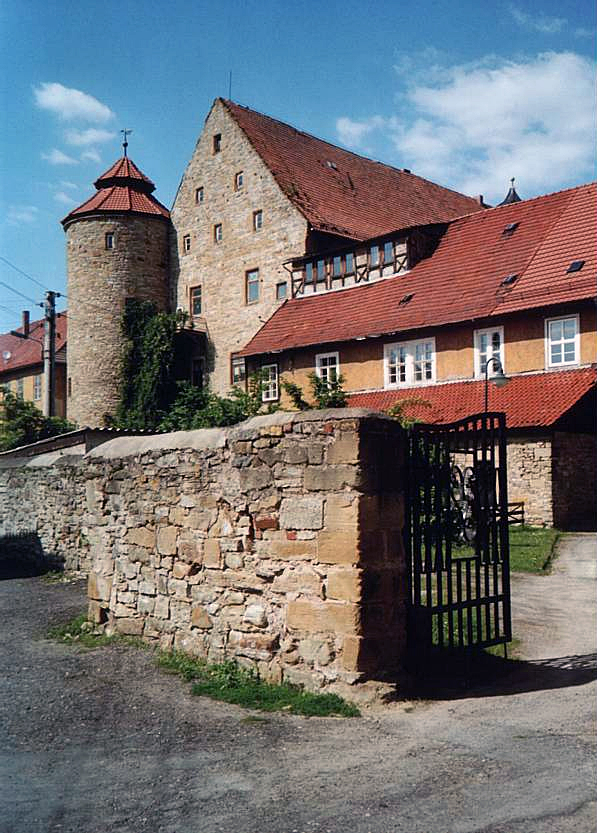
Замок Глюксбург

За десять днів до свого 20-річчя, 1 березня 1676 року, Марія Єлизавета пошлюбилася у Дармштадті із 25-літнім Генріхом Саксонським, четвертим сином Саксен-Готського герцога Ернста I. До того часу батько нареченого вже помер, і Генріх правив разом з братами землями Саксен-Гота-Альтенбургу. Разом з Марією Єлизаветою він оселився у Рьомсхільді, куди переніс свою офіційну резиденцію.
Від 24 лютого 1680 року семеро синів Ернста I поділили між собою землі єдиного до цього герцогства на сім частин. Генріху у володіння дісталися міста Рьомсхільд, Темар, Кеніґсберг, Берунґен та Мільц.
18 листопада того ж року Генріх разом із молодою дружиною переїхали до замку, який герцог «охрестив» Глюксбургом, у північній частині Рьомхільда. Замок був відновлений та перебудований відповідно до побажань Генріха. Шлюб був вдалим, Генріх кохав свою дружину і ніжно називав її Маріелі. Для неї він будував розкошні будинки, в тому числі Marien-Elisabethenlust.
Правління герцогської пари сприяло відродженню економіки та культурному піднесенню Рьодельсхайму. Та коли 1710 року Генріх помер, виявилося, що він залишив по собі великі борги. Оскільки дітей у подружжя не було, за територію Саксен-Рьомхільду спалахнула боротьба між братами Генріха.
Марія Єлизавета померла 16 серпня 1715 року у Рьомсхільді, переживши чоловіка на п'ять років.